# ناصر محسن باعوم
ناصر محسن باعوم (و. 1956  م) هو سياسي يمني، ولد في محافظة شبوة، تولى منصب وزير الصحة العامة والسكان منذ 14 سبتمبر 2015.
| المناصب السياسية        | المناصب السياسية                           | المناصب السياسية     |
| ----------------------- | ------------------------------------------ | -------------------- |
| سبقه رياض ياسين عبدالله | وزير الصحة العامة والسكان 14 سبتمبر 2015 - | تبعه قاسم محمد بحيبح |